# Modern Masters
Modern Masters è un'espansione del gioco di carte collezionabili Magic: l'Adunanza, edito da Wizards of the Coast. In vendita in tutto il mondo dal 7 giugno 2013, ma solo in lingua inglese.

## Caratteristiche
Modern Masters è composta da 229 carte, stampate a bordo nero, così ripartite:
- per colore: 36 bianche, 36 blu, 36 nere, 36 rosse, 36 verdi, 23 multicolore, 26 incolori, 11 terre.
- per rarità: 101 comuni, 60 non comuni, 53 rare e 15 rare mitiche.

Invece di essere ambientato in un preciso piano o momento del Multiverso, tutte le carte che compongono questa espansione sono ristampe di carte legali nel formato Modern, nato come formato virtuale per poi diventare definitivamente legale agli eventi sanzionati nell' agosto del 2011, sostituendo l'Extended. Nel Modern sono legali tutte le carte che sono state stampate ufficialmente in almeno un'espansione o set base che usi il nuovo template delle carte di Magic, ossia a partire dallOttava Edizione per i set base e da Mirrodin per le espansioni. Le carte di Modern Masters spaziano dallOttava Edizione fino a Rinascita di Alara, percorrendo ben sei anni di storia del gioco. Tra esse troviamo sia carte di utilità generica nel formato (come il Sentiero dell'esilio) che carte ricercate dai giocatori di Magic (come il Tarmogoyf, considerato una delle creature più potenti dell'intero formato).
Molte delle carte del set presentano una rarità diversa da quella che avevano nel set originale e molte presentano una nuova illustrazione. Le carte dall'espansione Visione Futura hanno inoltre ricevuto il template tradizionale delle carte di Magic invece di quello "futuro" con cui vennero stampate in precedenza. Nessuna delle carte che fosse presente nella banlist del modern al momento dell'uscita del set è presente in Modern Masters.
Modern Masters è disponibile in bustine da 15 carte casuali. Ciascuna bustina contiene 10 comuni, 3 non comuni, una rara o rara mitica ed una carta foil a caso di quelle presenti nel set (dato che esso non contiene Terre Base). Per via della minore tiratura e del potenziale valore medio del contenuto (all'epoca il sopracitato Tarmogoyf aveva un prezzo minimo di 80-100 € sul mercato secondario), una bustina di Modern Masters ha un prezzo maggiore di una comune bustina d'espansione (circa il doppio).
In ogni pacchetto è presente inoltre una a caso tra le 15 pedine o l'emblema che è possibile generare con le carte presenti nell'espansione. Di seguito l'elenco completo:
- Gigante 5/5 bianco (nuova illustrazione)
- Farabutto Spiritello 1/1 blu e nero con volare
- Soldato Kithkin 1/1 bianco
- Soldato 1/1 bianco
- Illusione 1/1 blu con volare (stampato per la prima volta)
- Pipistrello 1/1 nero con volare (stampato per la prima volta)
- Farabutto Goblin 1/1 nero (nuova illustrazione)
- Ragno 2/4 nero con raggiungere (stampato per la prima volta)
- Zombie 2/2 nero
- Drago 4/4 rosso con volare
- Goblin 1/1 rosso (illustrazione della Decima Edizione)
- Elementale 4/4 verde
- Saprolingio 1/1 verde (illustrazione del set speciale Duel Decks: Phyrexia vs. The Coalition)
- Sciamano Silvantropo 2/5 verde (nuova illustrazione)
- Verme 1/1 nero e verde
- Emblema di Elspeth, Cavaliera Errante (stampato per la prima volta)

### Cambi di rarità
Molte delle carte di Modern Masters presentano una rarità diversa rispetto a quella che avevano nel set in cui sono uscirono per la prima volta. Alcune hanno ricevuto un aumento di rarità in quanto ricercate, altre invece hanno ricevuto una diminuzione di rarità in quanto non sono molto giocate o non sono più utili come al tempo della loro uscita. La nuova variazione delle rarità consente inoltre di avere un pool di carte equilibrato nel caso si giochi un torneo usando i soli pacchetti dell'espansione.
Da comune a non comune:
- Fiamme Tribali (nuova illustrazione, dall'espansione Invasione, presente nell'espansione Spirale Temporale e nel set speciale Duel Decks: Phyrexia vs. The Coalition)
- Rituale Disperato (dall'espansione Campioni di Kamigawa)
- Stretta di Terashi (dall'espansione Traditori di Kamigawa)
- Sussurro di Horobi (dall'espansione Traditori di Kamigawa)
- Sonaglio Letale (dall'espansione Visione Futura)
- Ignea Ghignante (dall'espansione Visione Futura)
- Vagabondo Pensoso (dall'espansione Lorwyn)
- Manamorfosi (nuova illustrazione, dall'espansione Landa Tenebrosa)
- Capsula del Carnefice (dall'espansione Frammenti di Alara)

Da non Comune a rara:
- Fiala Eterea (dall'espansione Darksteel e presente nel set speciale From the Vault: Relics)
- Saccheggiatori Auriok (dall'espansione Quinta Alba)

Da rara a rara mitica:
- Spada di Fuoco e Ghiaccio (nuova illustrazione, dall'espansione Darksteel)
- Spada di Luce e Ombre (nuova illustrazione, dall'espansione Darksteel)
- Catene Vedalken (nuova illustrazione, dall'espansione Quinta Alba)
- Yosei, Stella del Mattino (dall'espansione Campioni di Kamigawa)
- Keiga, la Stella della Marea (dall'espansione Campioni di Kamigawa)
- Kokusho, la Stella della Sera (dall'espansione Campioni di Kamigawa)
- Ryusei, la Stella Cadente (dall'espansione Campioni di Kamigawa)
- Jugan, Stella Nascente (dall'espansione Campioni di Kamigawa)
- Kiki-Jiki, Spaccaspecchi (dall'espansione Campioni di Kamigawa e presente nel set speciale From the Vault: Legends, di cui la ristampa ne usa l'illustrazione.)
- Confidente Oscuro (nuova illustrazione, dall'espansione Ravnica: Città delle Gilde)
- Tarmogoyf (nuova illustrazione, dall'espansione Visione Futura)
- Cricca Vendilion (dall'espansione Aurora)

Da rara a non comune:
- Drago Pardico (dall'espansione Spirale Temporale)
- Prendere Possesso (dall'espansione Visione Futura)
- Epocrassita (dall'espansione Visione Futura)
- Zietta Pazza (dall'espansione Lorwyn)
- Ammiratori Mascherati (dall'espansione Lorwyn)
- Verdetto di Troncalotte (dall'espansione Aurora)
- Spia della Zietta (dall'espansione Aurora)
- Ramificazione (dall'espansione Aurora)
- Raccolto del Verme (dall'espansione Vespro)

Da non comune a comune:
- Gigante Tonante (dall'espansione Saga di Urza e presente nella Decima Edizione)
- Prova di Fede (dall'espansione Darksteel e presente nel set speciale Duel Decks: Cavalieri vs. Draghi)
- Viaggio Extramondo (dall'espansione Campioni di Kamigawa e presente nel set speciale Duel Decks: Divine vs. Demonic)
- Ostacolare il Pensiero (dall'espansione Campioni di Kamigawa)
- Petali della Perspicacia (dall'espansione Campioni di Kamigawa)
- Hana Kami (dall'espansione Campioni di Kamigawa)
- Mantello di Vitemarcia (dall'espansione Ravnica: Città delle Gilde)
- Ricerca Pericolosa (nuova illustrazione, dall'espansione Ondata Glaciale)
- Cecchino di Hammerheim (dall'espansione Caos Dimensionale)
- Obbligato al Silenzio (dall'espansione Visione Futura)
- Necrospettro di Strada (dall'espansione Visione Futura)
- Imperiosauro  (dall'espansione Visione Futura)
- Calpestare (dall'espansione Lorwyn)
- Stranezze del Cunicolo (dall'espansione Aurora)
- Camminatore del Boschetto (dall'espansione Aurora)
- Aspirare la Vita (dall'espansione Vespro)